# Заречье (Рыбинский район)
Заречье — деревня в Погорельском сельском округе Глебовского сельского поселения Рыбинского района Ярославской области.
Деревня расположена к юго-востоку от центра сельского округа, села Погорелка. Здесь, среди в целом лесной местности существует относительно большое поле, на котором расположились небольшие деревни. Просёлочная дорога из Погорелки в юго-восточном направлении через Дуброво идёт на деревню Барбино, далее на Угольницу и Терентьевскую. Деревня Заречье стоит к востоку Барбино. Между Барбино и Заречьем в северном направлении протекает не названная на картах река, впадающая в Рыбинское водохранилище. Ниже по течению эта река протекает мимо деревень Гальчино и Лютново, стоящих к северу от Заречья. Это одна из ряда подобных рек и ручьёв, которые до заполнения водохранилища были притоками реки Юга. К востоку от Заречья стоит деревня Лисино, а к юго-западу Угольница .
Деревня Заречье указана на плане Генерального межевания Рыбинского уезда 1792 года.
На 1 января 2007 года в деревне не числилось постоянных жителей. Почтовое отделение, расположенное в центре сельского округа, селе Погорелка, обслуживает в деревне Заречье 12 домов .